# Testa Stör
Testa Stör är ett svenskt poddradioprogram som handlar om AIK Fotboll, producerad av Christopher Kviborg, Christoffer Svanemar och August Spångberg.  
Testa Stör är gratis att lyssna på och man hittar avsnitten i huvudsak på Spotify. Sedan 2024 finns även en betalversion av podden vid namn Testa Stör Plus för den som vill fördjupa sig ännu mer i AIK Fotboll.

## Bakgrund
Testa Stör började att spelas in år 2019 av Christopher Kviborg, Christoffer Svanemar och den dåvarande medlemmen Jesper Hofmann. Efter att Radio Råsunda (en annan podd som handlade om AIK Fotboll) gått i graven samma år fanns det ingen podd där det pratades om AIK. Svanemar, som var med och grundade Radio Råsunda år 2013, kände tillsammans med Kviborg och Hofmann ett behov av att kunna prata ut om AIK, vilket ledde till att vännerna valde då att starta upp en ny podd med just namnet Testa Stör.

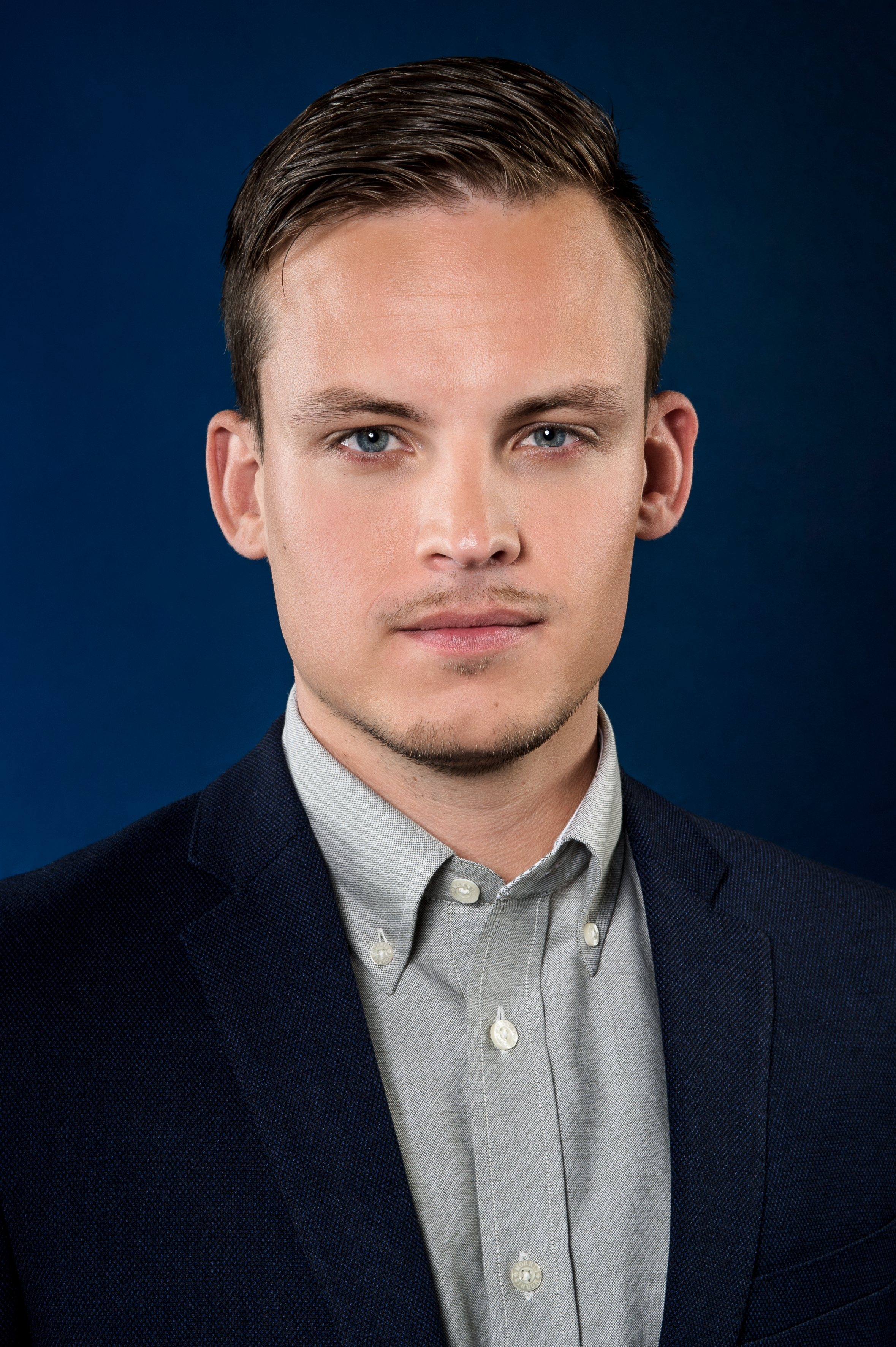
Christopher Kviborg, en av grundarna och medverkare i Testa Stör

Namnet Testa Stör är inspirerat av ett uttryck AIK:s guldlag 2018 använde sig av. “Det betyder att vem som än försöker störa oss så går det inte. Vad än de försökte göra så gick det inte, vi tog guldet” sade mannen bakom uttrycket Heradi Rashidi.
I december 2022 lämnade Hofmann podden och vid årsskiftet kom August Spångberg in, som även han tidigare hade varit delaktig i Radio Råsunda.

## Testa Stör Plus
I februari 2024 släpptes en ny betalversion av Testa Stör vid namn Testa Stör Plus. Tanken var att Plus-versionen skulle vara för den som ville lyssna på ännu mer om AIK. I Testa Stör Plus ingick mer bredd, fler intervjuer, historik, nostalgi och statistik om AIK Fotboll. Prenumerationen kostade 69 kr / månaden där 10% av summan gick till AIK Tifo. Vanliga Testa Stör rullade på precis som vanligt.